# Auletobius nasalis
Espèce
Auletobius nasalis  est une espèce d'insectes appartenant à la famille des Attelabidae.